# Естебан Туеро
Естебан Туеро (на испански: Esteban Tuero) е бивш аржентински пилот от Формула 1.
Роден е на 11 април 1978 година в Буенос Айрес, Аржентина.
В световния шампионат на Формула 1 записва 16 участия с отбора на Минарди през сезон 1998, като не успява да запише точки.